# 卡拉塔什
卡拉塔什（Karataş）是土耳其的城鎮，由阿達納省負責管轄，位於該國南部地中海沿岸，距離首府阿達納47公里，面積922平方公里，該鎮在第一次世界大戰期間被法國軍隊佔領，2009年人口8,601。

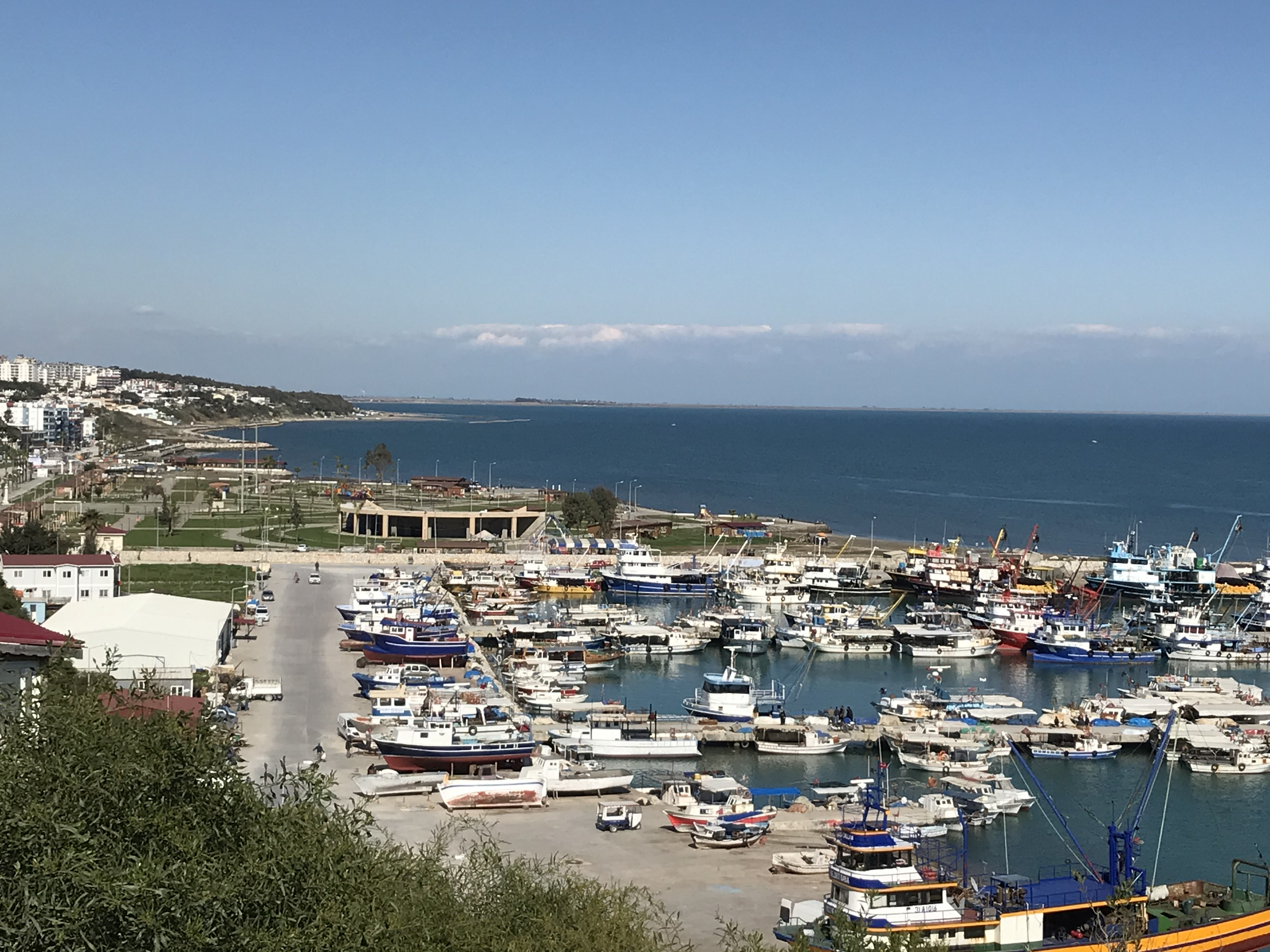
Karataş

## 外部連結
- Hazlitt, Classical Gazetteer, "Megarsus"
- District governorate's official website （页面存档备份，存于） （土耳其文）